# Nordenholzermoor
Nordenholzermoor ist ein Ortsteil der Gemeinde Hude (Oldenburg) im niedersächsischen Landkreis Oldenburg.

## Geographie
Die Siedlung liegt nordöstlich vom Kernort Hude. Westlich liegt das Naturschutzgebiet Nordenholzer Moor.

## Geschichte
Bis in das 18. Jahrhundert hinein war dieser Bereich zwischen Geest und dem Stedinger Land mit Hochmoor bedeckt und wurde als das „Hohe Moor“ bezeichnet. Im Jahr 1794 erhielt der erste Siedler die Genehmigung für die Errichtung einer Hofstelle, ab 1850 erfolgte dann eine systematische Kolonisierung. 1952 wurden die letzten Siedlerstellen an Kriegsflüchtlinge vergeben.